# Лир (крал)
Лир (на английски: Leir) е легендарен крал на бритите, чиято история е разказана или съчинена от Джефри от Монмът в неговата книга от XII век История на британските крале. Според генеалогията на Джефри на британската династия, царуването на Леир е било около VIII век. Историята му е модифицирана и преразказана от Уилям Шекспир в неговата трагедия Крал Лир.